# Nancy Roper
Nancy Roper (* 29. September 1918 in Wetheral, Cumberland, England; † 5. Oktober 2004 in Edinburgh, Schottland) war eine britische Pflegewissenschaftlerin. Zusammen mit Winifred W. Logan und Alison Tierney gehörte sie zu den Schöpfern eines an der Universität von Edinburgh entwickelten Pflegemodells der Lebensaktivitäten (LA).

## Pflegemodell der Lebensaktivitäten
Ausgangspunkt und pflegetheoretischer Ansatz von Roper, Logan und Tierney (auch als RLT-Pflegemodell bekannt, nach den Anfangsbuchstaben der Autorennamen) ist ein auf Handlungen ausgerichtetes Lebensmodell. Diese Handlungen vollzieht jeder Mensch tagtäglich und zeitlebens und können zwölf Aktivitätsbereichen zugeordnet werden – den Lebensaktivitäten. Die zwölf Lebensaktivitäten sind:
- Für eine sichere Umgebung sorgen
- Kommunizieren
- Atmen
- Essen und Trinken
- Ausscheiden
- Sich sauber halten und kleiden
- Körpertemperatur regeln
- Sich bewegen
- Arbeiten und Spielen
- Sich als Mann, Frau fühlen und verhalten
- Schlafen
- Sterben

Zum anderen gingen die Theoretikerinnen um Roper davon aus, die Durchführung von Handlungen durch verschiedene körperliche, psychische, sozio-kulturelle, umgebungsabhängige und politisch-ökonomische Faktoren in der Art beeinflusst wird, dass dadurch ein individueller Grad an Abhängigkeit bzw. Unabhängigkeit von pflegerischer Unterstützung entsteht.
Konzeptionell zeigen die Lebensaktivitäten eine starke Ähnlichkeit gegenüber den 14 Grundbedürfnissen des Pflegemodells von Virginia Henderson auf. Andere Pflegetheoretiker (zum Beispiel Monika Krohwinkel, Liliane Juchli, Christoph Abderhalden) haben den Ansatz von Roper, Tierney und Logan aufgegriffen, weiterentwickelt und präzisiert. Ab dem Jahr 1961 verbanden die Pflegewissenschaftlerin Antje Grauhan sowie die Medizinhistoriker Heinrich Schipperges und Eduard Seidler die alte hippokratische Tradition sukzessive mit den Pflegetheorien von Faye Glenn Abdellah, Virginia Henderson sowie Roper, Logan, Tierney. Nicht zuletzt durch die Arbeiten von Ruth Schröck, Monika Krohwinkel und Liliane Juchli hat der Theorieansatz von Roper, Logan und Tierney den größten Bekanntheitsgrad in der heutigen Kranken- und Altenpflege im deutschsprachigen Raum erlangt.  Die Pflegetheorie von Virginia Henderson wurde allerdings Teil der Statuten des International Council of Nurses (ICN).

## Schriften
- mit Winifred Logan, Allison J. Tierney: Das Roper-Logan-Tierney-Modell. Basierend auf Lebensaktivitäten (LA). Huber, Bern 2002, ISBN 3-456-83597-3.
- Pflegeprinzipien im Pflegeprozeß. Huber, Bern 1997, ISBN 3-456-82776-8.
- mit Winifred Logan, Allison J. Tierney (Hrsg.): Die Elemente der Krankenpflege. Ein Pflegemodell, das auf einem Lebensmodell beruht. Recom, Basel 1983.